# OZK Arena Ruse
OZK Arena Ruse (bułg. ОЗК Арена Русе) – hala widowiskowo-sportowa w Ruse, w Bułgarii. Została otwarta 23 lipca 2015 roku. Może pomieścić 5100 widzów. Znajduje się tuż obok Stadionu Miejskiego.
Projektowanie hali rozpoczęto w 1972 roku, a prace budowlane ruszyły w roku 1976. Budowa była jednak przerywana, aż w końcu została zaniechana. W 2007 roku, dzięki współpracy samorządu z prywatnym inwestorem, udało się doprowadzić do wznowienia budowy. Hala została zainaugurowana 23 lipca 2015 roku, a podczas uroczystego otwarcia, z udziałem premiera Bojka Borisowa, odbył się koncert Lili Iwanowej. W 2018 roku obiekt był jedną z aren siatkarskich mistrzostw świata.
Początkowo, dzięki umowie sponsorskiej z firmą ubezpieczeniową, podpisanej na tydzień przed otwarciem obiektu, hala nosiła nazwę „Bułstrad Arena” („Булстрад Арена”). Na początku 2018 roku umowa sponsorska wygasła i nazwę zmieniono na „Arena Ruse” („Арена Русе”). Latem 2018 roku nowym sponsorem tytularnym został producent akumulatorów Monbat, a hala zmieniła nazwę na „Arena Monbat Ruse” („Арена Монбат Русе”). Latem 2019 roku kolejnym sponsorem została firma ubezpieczeniowa OZK, w związku z czym obiekt przemianowano na „OZK Arena Ruse” („ОЗК Арена Русе”).